# القنطرة الرومانية زاوية سيدي عبد الملك
القنطرة الرومانية زاوية سيدي عبد الملك هو معلم أثري تونسي مصنف من قبل المعهد الوطني للتراث يقع في ولاية سليانة في الشمال الغربي التونسي، تحديدا في مدينة زاوية سيدي عبد الملك تم تصنيف المعلم في يوم 6 يناير 1901 .

## مقالات ذات صلة
- قائمة المعالم الأثرية المصنفة في تونس